# 胡强
胡强（1962年3月—），男，汉族，河北枣强人，中华人民共和国政治人物，第十二届全国人民代表大会江西地区代表。

## 生平
胡强毕业于江西财经学院国民经济计划专业。1990年加入中国共产党。2013年，担任全国人大代表。2018年2月24日，又当选为第十三届全国人大代表。
1985年7月，胡强参加工作后长期在江西省财政厅任职。2003年12月，擔任江西省财政厅副厅长，2010年9月，担任江西省财政厅厅长。2018年11月，胡强不再擔任江西省财政厅厅长。胡强在江西省财政厅一共工作达33年。
2018年1月，胡强出任江西省人民政府副省长。2022年1月，当选为江西省政协副主席。2023年1月14日，卸任江西省政协副主席职务。
2024年2月，胡强被中央纪委、国家监委調查。2024年8月，中央纪委国家监委决定给予其开除党籍处分，取消退休待遇，移送司法机关起诉。

## 争议事件
2022年7月，江西省国有资本运营控股集团员工周劼在微信朋友圈多次发表言论，其中有一条是“胡副省长给了我一根烟”。网民发现，周劼所说的“胡副省长”即为胡强，事件亦形成为“周公子事件”。事后江西省国有资本运营控股集团发布通报表示“周劼因个人虚荣心编造了多条朋友圈内容”，并否认有省领导给他递香烟，然而网民并不买账。2024年2月胡强被查后，网民质疑也得以印证。